# (9287) 1981 ER43
(9287) 1981 ER43 là một tiểu hành tinh vành đai chính. Nó được phát hiện bởi Schelte J. Bus ở Đài thiên văn Siding Spring gần Coonabarabran, New South Wales, Úc, ngày 6 tháng 3 năm 1981.